# Lithostege stöckli
Lithostege stöckli är en fjärilsart som beskrevs av Pillich 1909. Lithostege stöckli ingår i släktet Lithostege och familjen mätare. Inga underarter finns listade i Catalogue of Life.